# Svatopluk Vladimirovič
Svjatopolk I. Vladimirovič (rusky Святопо́лк Влади́мирович, ve staroruské tradici Святопо́лк Окая́нный – Svjatopolk Prokletý – okolo 979–1019) byl jedním ze starších synů kyjevského knížete Vladimíra I. z manželství s Řekyní, jež byla původně ženou Vladimírova bratra Jaropolka. Odtud pramení pochybnosti, zda byl vůbec Vladimírovým synem nebo zda jej Vladimír přijal za svého. 
Od roku 988 spravoval z pověření svého otce Turov, v letech 1015–1016 a 1018–1019 vládl jako kníže Kyjevské Rusi. Přízvisko Окая́нный – Prokletý, Zatracený získal v důsledku tří bratrovražd, kterých se dopustil na samém počátku své vlády. Své bratry Borise, Gleba, a Svjatoslava nechal zabít pravoděpodobně proto, aby mohl na Rusi vládnout jako samovládce. Boris a Gleb byli později svatořečeni.
Roku 1016 se dostal do konfliktu s dalším z bratří Jaroslavem, který jej s pomocí varjažských oddílů dvakrát vyhnal z Kyjeva a nakonec se vlády na Rusi ujal sám. Svjatopolk uprchl ze země a zemřel na neznámém místě.

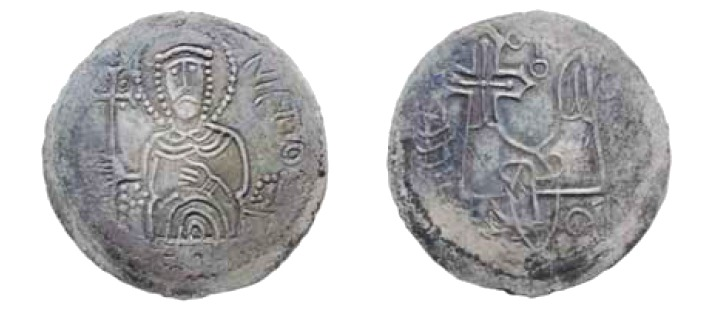
Stříbrňák Svjatopolka. Vpravo je jeho knížecí znak ve tvaru dvojzubce, jehož levý konec ozdobil křížem.